# Batalla de Saipán
La batalla de Saipán fue un combate de la Guerra del Pacífico, correspondiente a la Segunda Guerra Mundial, librado en la isla de Saipán (Islas Marianas) entre el 15 de junio y el 9 de julio de 1944.
La 2.ª y la 4.ª División de Marines, junto con la 27.ª División de Infantería, constituían las fuerzas militares puestas bajo el mando del teniente general Holland Smith. Estas conseguirían derrotar a la 43.ª División del Ejército Imperial Japonés, bajo el mando del teniente general Yoshitsugu Saito.

## Trasfondo histórico

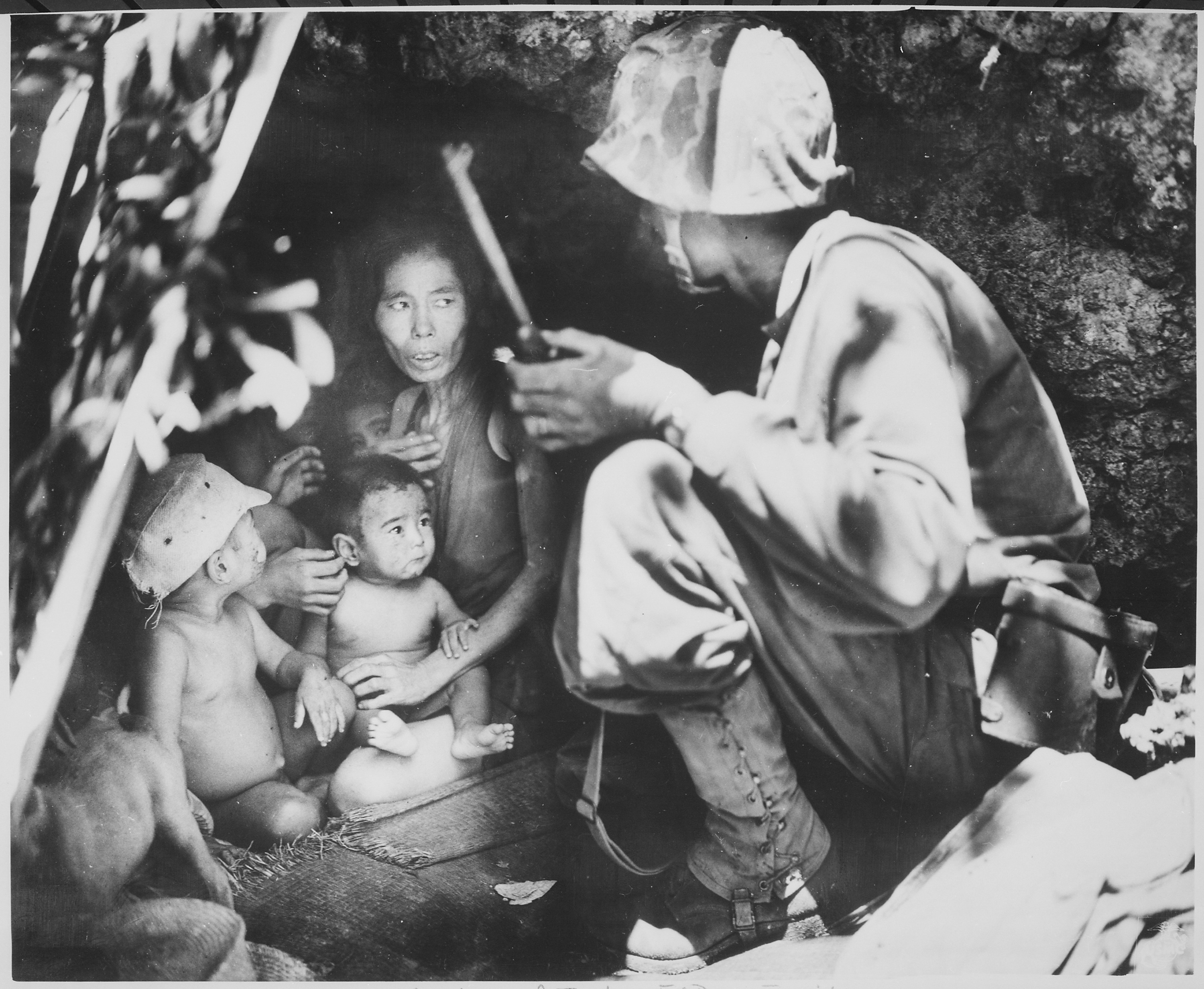
Está convenciendo a la mujer y a sus hijos para que abandonen la cueva y vayan al campo de internamiento

En las campañas que se sucedieron entre 1943 y la primera mitad de 1944, los Aliados habían conseguido capturar las islas Salomón, las islas Gilbert y las islas Marshall, así como la península de Nueva Guinea. Tales conquistas llevaron a los Aliados a las puertas de la línea de defensa principal que Japón había dispuesto en el océano Pacífico, constituida por las islas Carolinas, las islas Palaos y las islas Marianas. Tales territorios se encontraban en manos japonesas desde el final de la Primera Guerra Mundial, habiendo sido fortificados a conciencia.
Los Aliados, con el objetivo de romper esta línea, iniciaron dos campañas ofensivas. Por un lado, el general Douglas MacArthur avanzaría a través de Nueva Guinea y Morotai hasta Filipinas. Por otro, el almirante Nimitz atacaría las islas Marianas, que habían adquirido gran valor estratégico con la introducción del nuevo bombardero de largo alcance Boeing B-29 Superfortress, que podría recorrer los 2400 km que separaban a las islas Marianas de Tokio.
Los japoneses, que ya esperaban un ataque sobre su perímetro defensivo, pensaron que probablemente la ofensiva se produciría en las islas Carolinas. Para enviar refuerzos y suministros a las tropas allí guarecidas, necesitaban de superioridad aérea y naval, de manera que comenzó a prepararse un ataque basado en portaaviones que habría de llevarse a cabo en el mes de junio de 1944, bajo el nombre de operación A-Go.

## Batalla
Los bombardeos sobre Saipán, en los que participaron quince acorazados, comenzaron el 13 de junio de 1944. Se dispararon, aproximadamente, un total de 165 000 proyectiles. 
En un principio, siete acorazados rápidos modernos dispararon 2400 obuses con sus cañones de 16 pulgadas (406 mm), aunque tuvieron que permanecer a casi 11 km de la costa para evitar los previsibles campos de minas dispuestos por Japón. Además, la tripulación de los buques no poseía experiencia en el bombardeo costero.
Al día siguiente, ocho acorazados anteriores a Pearl Harbor y once cruceros bajo el mando del almirante Jesse B. Oldendorf reemplazaron a los acorazados rápidos. No obstante, la escasez de suministros y municiones comprometieron la eficiencia de su tarea.
El día 15 de junio de 1944, a las 09:00 horas, más de 300 LTV tomaron tierra, dejando a 8000 marines en la costa occidental de la isla de Saipán. De esta manera, la operación que había comenzado un par de horas antes, y que había costado la destrucción de 20 tanques anfibios gracias a las preparadísimas baterías de artillería japonesas, empezaba a dar sus frutos. A la caída de la noche, las divisiones 2.ª y 4.ª de Marines habían conseguido establecer una cabeza de playa de aproximadamente 10 km que penetraba hasta 1 km hacia el interior insular.
El contraataque japonés se produjo cuando ya había entrado la noche, aunque sería repelido, sufriendo, eso sí, muchas bajas. El 16 de junio, unidades de la 27.ª división de infantería de Estados Unidos desembarcarían en la isla, y comenzarían el avance sobre el aeropuerto Aslito. Nuevamente se produciría un contraataque nocturno, que de nuevo fracasaría. Finalmente, el 18 de junio, Yoshitsugu Saito, el comandante japonés, abandonaría el aeropuerto.

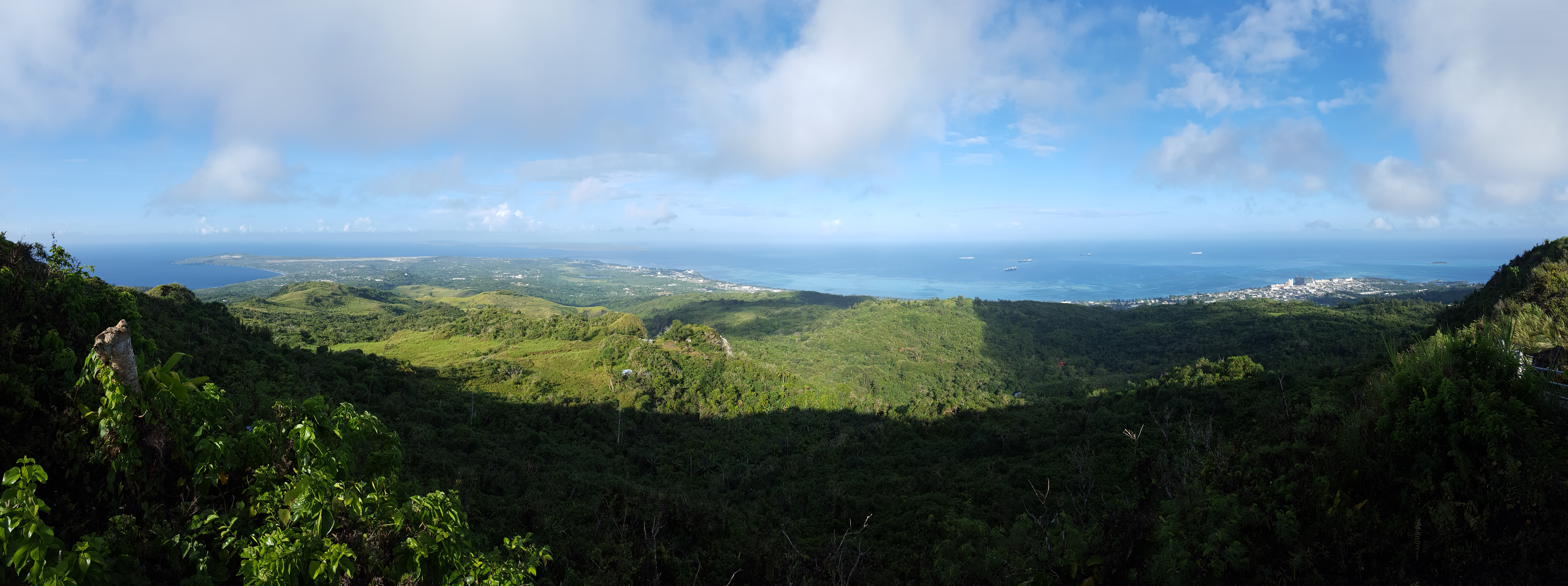
Fotografía panorámica tomada desde la cima del Monte Tapochau

La invasión de Saipán sorprendió a los japoneses, que esperaban que el ataque se produjera mucho más al Sur. El almirante Soemu Toyoda, comandante en jefe de la Armada Imperial Japonesa, vio una oportunidad para poner en acción su fuerza aeronaval y atacar a la Armada de los Estados Unidos, poniendo en marcha la llamada Operación A-Go, que se llevaría a cabo el 15 de junio. 
El resultado sería la batalla del Mar de Filipinas, un auténtico desastre para los japoneses, que perdieron tres portaaviones y cientos de aeronaves. Como consecuencia, las guarniciones que defendían las islas Marianas perderían toda esperanza de recibir refuerzos y suministros, con lo que Japón perdía toda esperanza de vencer en Saipán.
Pese a la desesperada situación, los japoneses estaban decididos a luchar hasta el último hombre, de manera que Saito reorganizó sus tropas, disponiéndolas en una línea defensiva a lo largo del Monte Tapochau, confiando en la desventaja ofensiva que supone el terreno montañoso del interior de la isla. Los apodos que los estadounidenses pusieron a los puntos calientes del combate ("Hell's Pocket", "Purple Heart Ridge" o "Death Valley") muestran la crudeza de la batalla que tuvo lugar.
Los japoneses trataron por todos los medios de retrasar el avance estadounidense, valiéndose para ello de la multitud de cavernas y cuevas que ofrecía la orografía volcánica, y que servían de escondite diurno donde esperar a la caída de la noche, momento que aprovechaban para realizar incursiones y desgastar al enemigo. Esto provocaría que el ejército estadounidense cambiara de estrategia, desarrollando tácticas que contrarrestasen la guerra planteada por Japón. De esta manera, utilizarían unidades dotadas de lanzallamas apoyadas por la artillería y cubiertas por ametralladoras para despejar los escondites enemigos. Cabe destacar la utilización del Código Navajo por los operadores de radio, que posibilitaron la impermeabilidad de las comunicaciones del ejército de Estados Unidos, pues no podían ser descifradas por los japoneses.
El 7 de julio, los japoneses organizaron y realizaron una desesperada carga banzai masiva con 3 000 sobrevivientes que cargaron contra dos batallones de una división del ejército americano provocando 650 bajas; fue neutralizada con la muerte de casi todos los japoneses. El 9 de julio, se consideró tomada la isla por Estados Unidos. Esta carga banzai fue la mayor en todo el frente del Pacífico.
Cuando la derrota japonesa ya era inminente, multitud de civiles se suicidaron, fruto de la propaganda que el gobierno nipón había hecho y que mostraba a los estadounidenses como bárbaros y salvajes que torturarían, violarían y asesinarían a la población no beligerante. Los esfuerzos de los estadounidenses para detener los suicidios masivos fue, en su mayor parte, inútil. Destaca la intervención de Guy L. Gabaldon, soldado de origen mexicano, que consiguió capturar y convencer a más de 1000 japoneses de que los estadounidenses no eran bárbaros, evitando así muchos suicidios. Por sus acciones Gabaldon fue condecorado con la Cruz de la Armada.

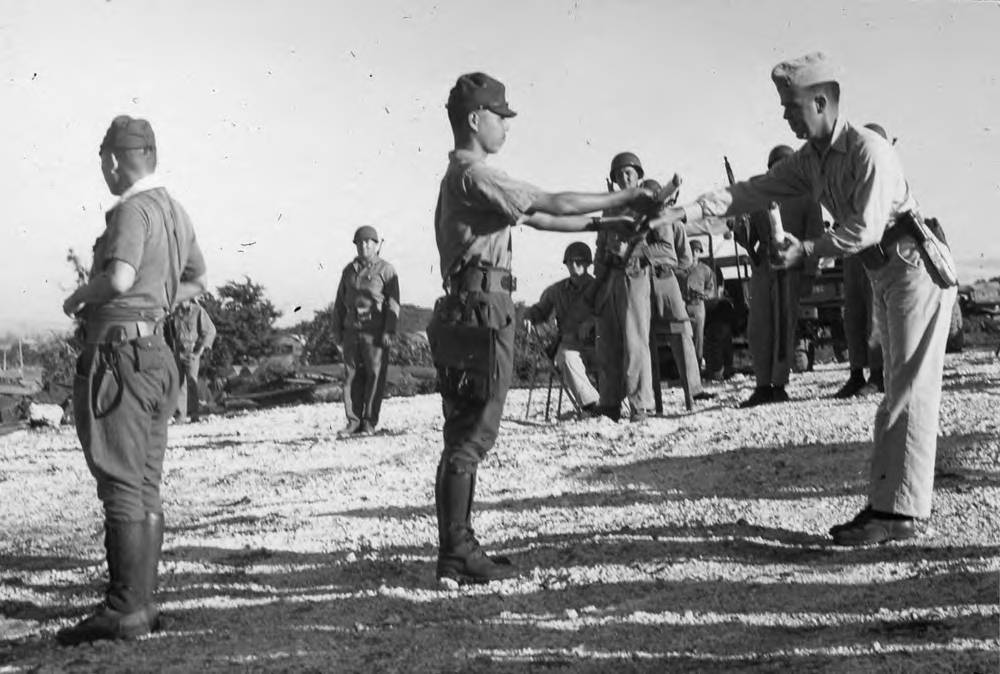
El capitán del Ejército Imperial Japonés Sakae Ōba entrega su katana en señal de rendición al teniente coronel Howard G. Kurgis del Cuerpo de Marines en Saipán el 1 de diciembre de 1945.

El capitán nipón Sakae Ōba resistiría en las montañas, junto con 46 hombres, hasta el sábado 1 de diciembre de 1945, fecha en la que se rindieron por la orden expresa del antiguo general de división Umahachi Amo, comandante de la 9.ª Brigada Mixta Independiente durante la batalla de Saipán ante el teniente coronel Howard G. Kurgis del Cuerpo de Marines de los Estados Unidos.

## Consecuencias
La derrota japonesa supuso la caída del primer ministro Hideki Tōjō, quien fue relevado como Jefe del ejército, dimitiendo así junto con su gabinete el 18 de julio de 1944.
Tras la batalla, Saipán se convirtió en una base de operaciones muy importante en las Marianas, y jugó un papel esencial en la invasión de Filipinas que acontecería en octubre del mismo año. Además, la base aérea de Saipán sería utilizada para los bombardeos sobre Filipinas, las Islas Ryukyu y Japón.